# Palo Alto (Kalifornia)
Palo Alto – miasto w hrabstwie Santa Clara na południowym wybrzeżu zatoki San Francisco w Kalifornii, USA. Położone w Krzemowej Dolinie jest siedzibą Uniwersytetu Stanforda (faktycznie ulokowanego na obrzeżu miasta w osobnym dystrykcie) oraz wielu firm związanych z nowymi technologiami. W Palo Alto mieszczą się główne siedziby firm takich jak Facebook, Hewlett-Packard, Tesla Motors czy VMware, a także oddziały firm Google, Logitech i PayPal.

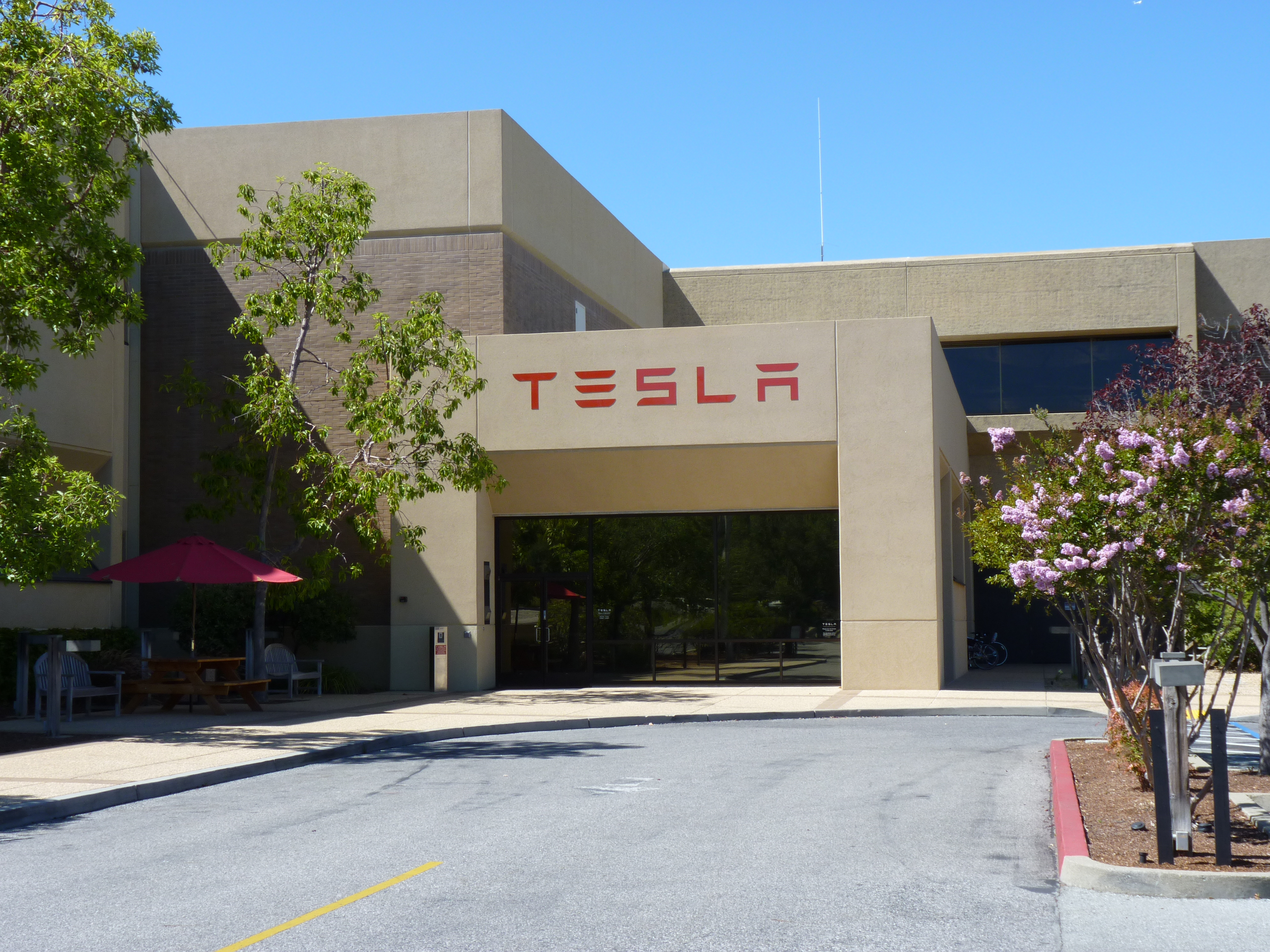
Siedziba firmy Tesla Motors
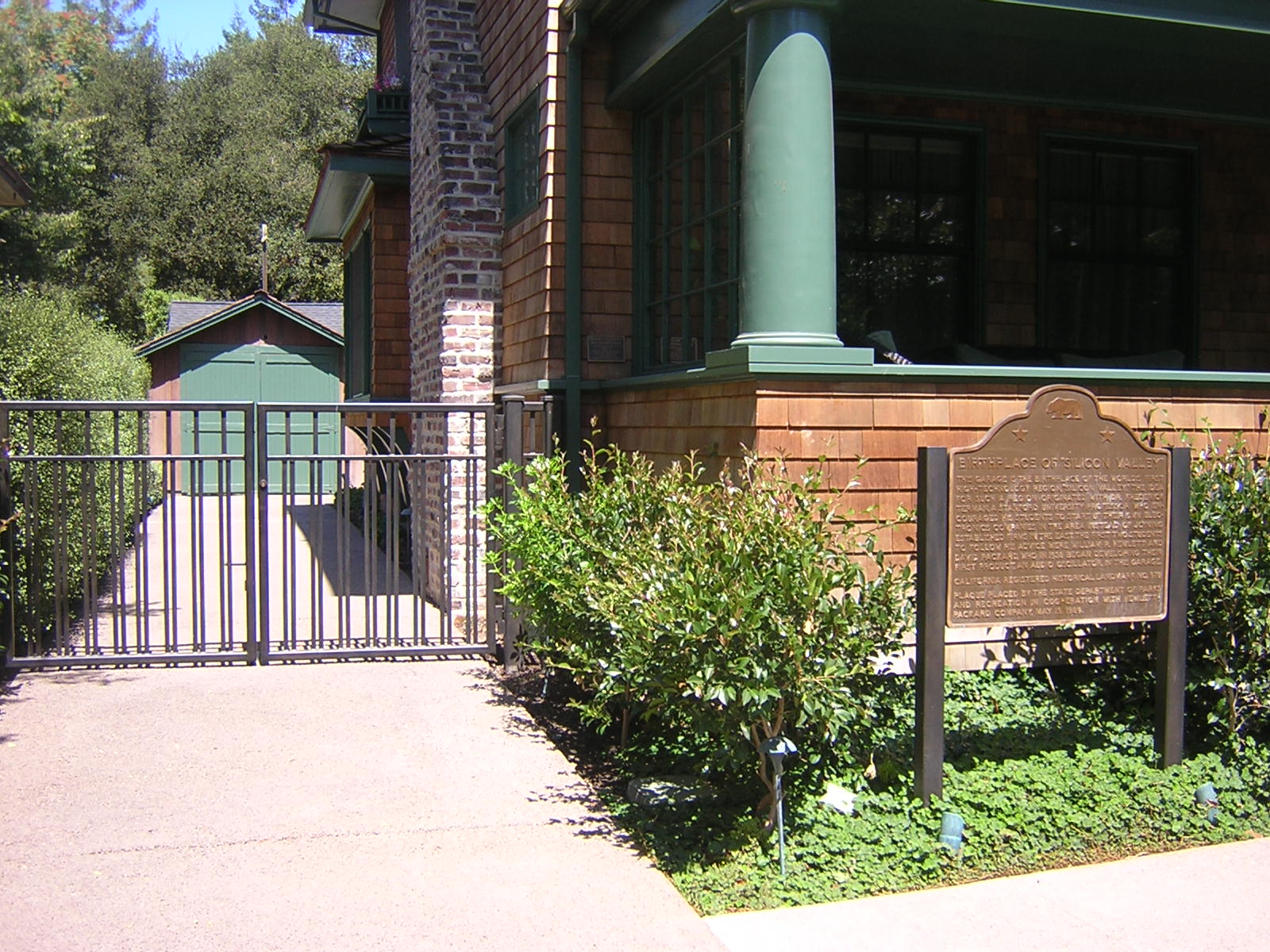
Garaż, w którym powstała firma Hewlett-Packard
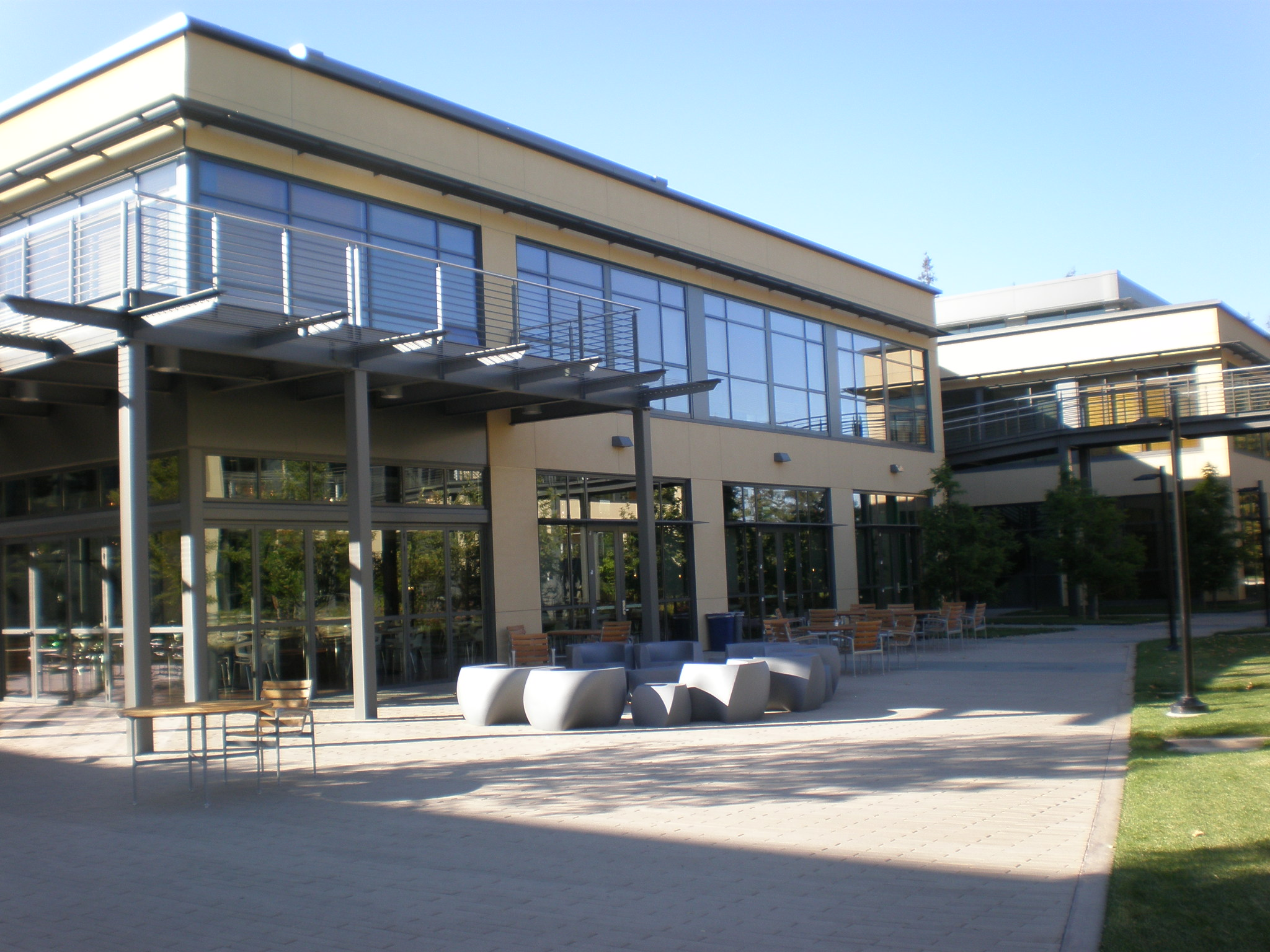
Kampus firmy VMware

Nazwa miasta pochodzi od drzewa El Palo Alto (Sequoia sempervirens – sekwoja wieczniezielona).
Północna połowa Palo Alto, leżąca na północ od drogi Oregon Expressway, jest zabudowana eleganckimi domami. Niektóre z nich powstały w latach 90. XIX wieku, jednak większość pochodzi z pierwszej dekady XX wieku. Domy znajdujące się na południe od Oregon Expressway, w południowej części Palo Alto, włączając w to wiele zaprojektowanych przez Josepha Eichlera, zostały zbudowane 20 lat po II wojnie światowej.

## Miasta partnerskie
- Albi, Francja
- Linköping, Szwecja
- Oaxaca, Meksyk
- Enschede, Holandia
- Palo, Filipiny

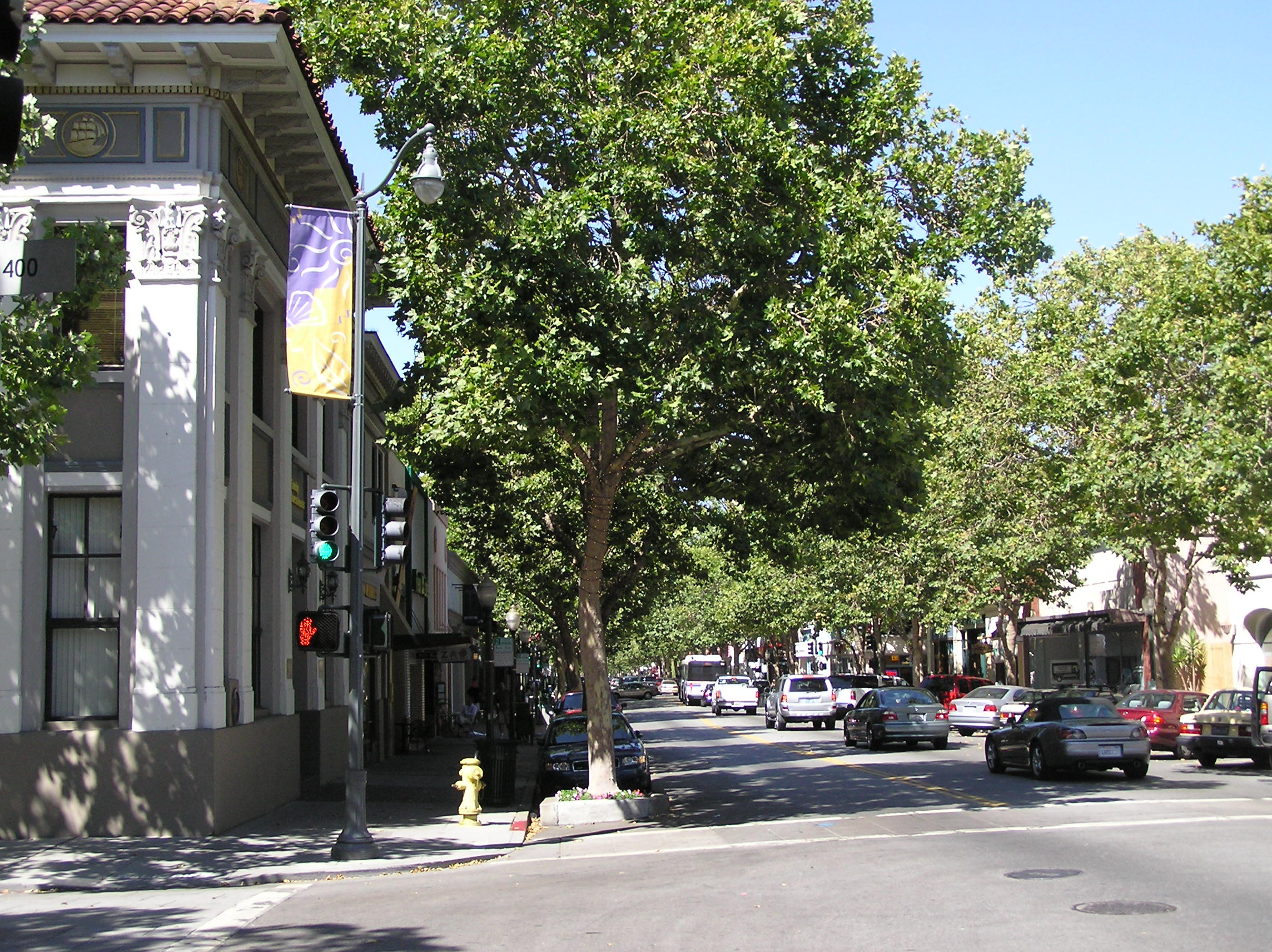
Centrum Palo Alto
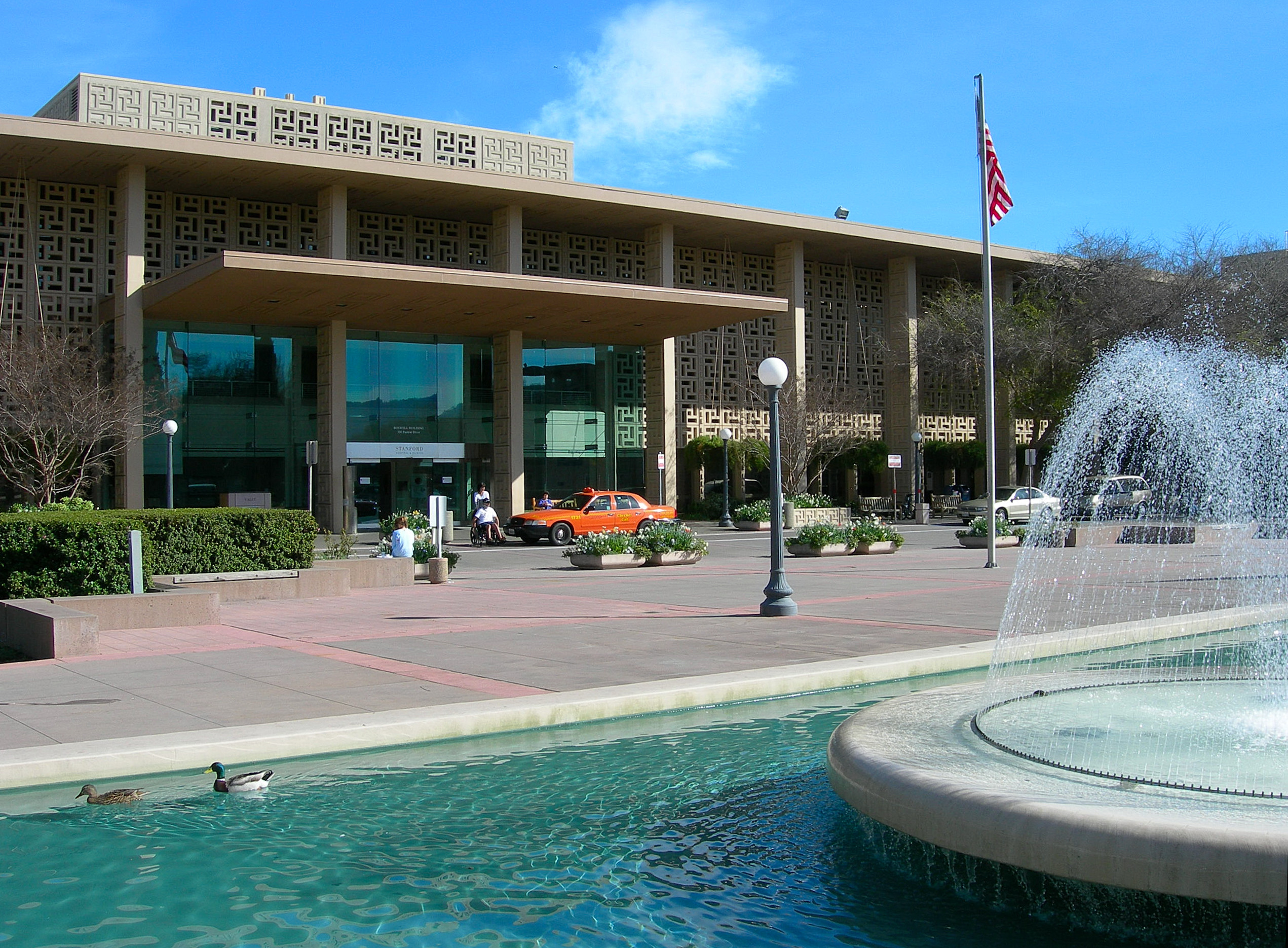
Centrum medyczne
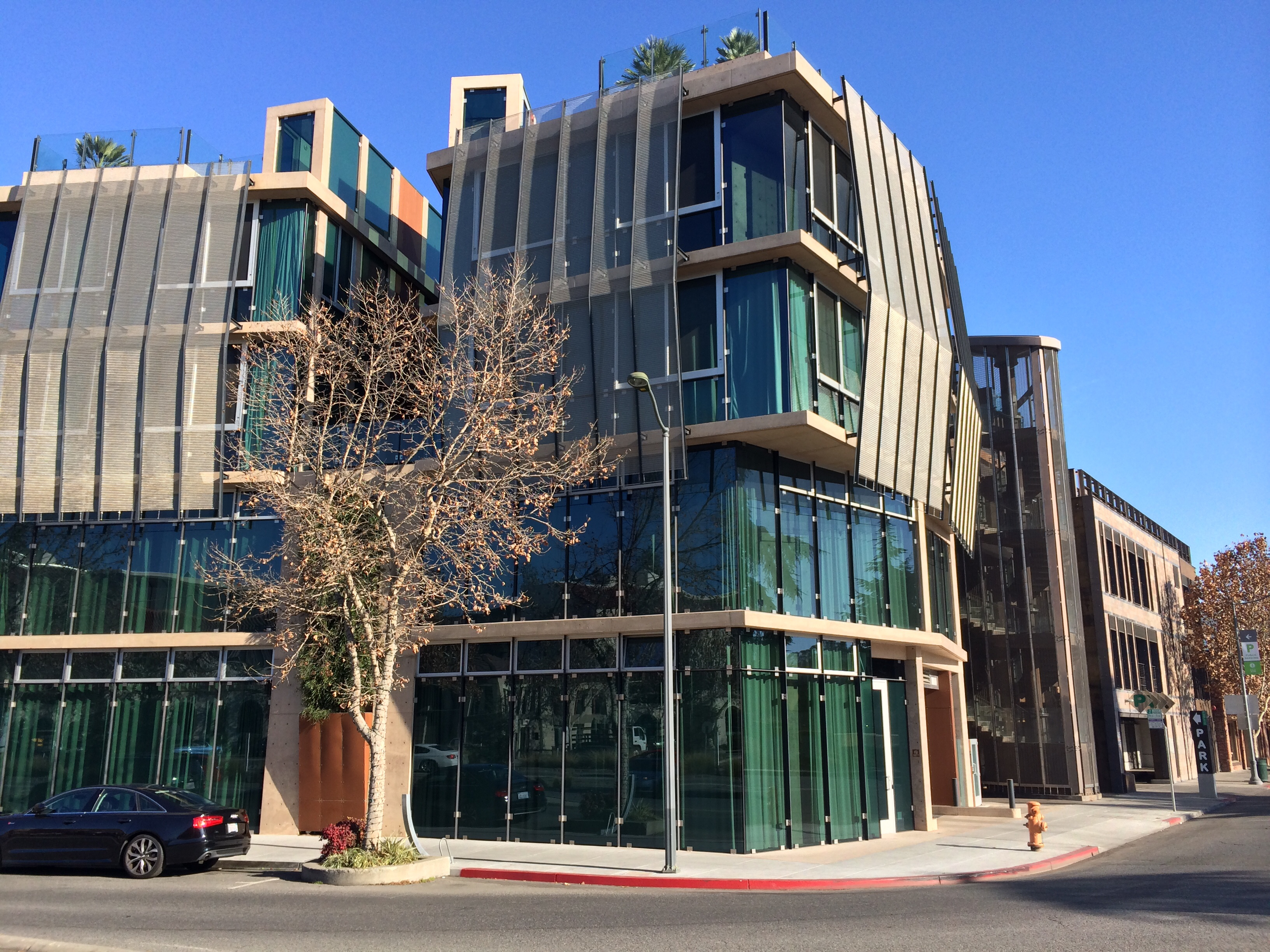
Palo Alto Circle – budynek uniwersytetu